# ایگناووسور
ایگناووسور (نام علمی: Ignavusaurus) نام یک سرده از زیرراسته سوسمارپاشکلان است.